# Krzysztof Maćkowski
Krzysztof Maćkowski (ur. 1971 w Bochni) – polski dziennikarz, scenarzysta, pisarz i podróżnik.

## Życiorys
Ukończył studia na Wydziale Filologii Polskiej Akademii Pedagogicznej w Krakowie. Jako dziennikarz związany był z „Dziennikiem Polskim” i gazetą „Dzień Dobry”. Podróżnik, autor reportaży z podróży do Egiptu, Meksyku, Gwatemali, Tybetu, Indii, Peru, na Ukrainę. Autor jednego z wywiadów z Ryszardem Kapuścińskim, który opublikowany został w książce Autoportret reportera (Wydawnictwo „Znak”). W 2007 zadebiutował powieścią kryminalną Raport Badeni, która uhonorowana została nagrodą Krakowska Książka Miesiąca w marcu 2008. Był pomysłodawcą i współautorem serialu „Wataha”.